# Joaquín González-Hidalgo Rodríguez
Joaquín González-Hidalgo Rodríguez (Madrid, 1 de abril de 1839 - 24 de febrero de 1923) fue un biólogo y malacólogo español, académico de la Real Academia de Ciencias Exactas, Físicas y Naturales.

## Biografía
Estudió en el Instituto San Isidro de Madrid y en 1861 se licenció en medicina en la Universidad de Madrid, donde estableció amistad con Víctor López Seoane. En 1864 empezó a coleccionar moluscos, y en 1865 publicó los resultados de su trabajo en el Journal de Conchyliologie de París. Es así como decidió estudiar Ciencias Naturales, carrera en la que fue discípulo de Mariano de la Paz Graells licenciándose en 1871 y doctorándose en 1874. En 1876 participó en la Exposición Universal de Filadelfia, donde el príncipe Alberto I de Mónaco, mecenas y practicante el mismo de los estudios oceanográficos, le concedió la encomienda de la Orden de San Carlos.
Trabajó como profesor auxiliar de Zoología General, Botánica y Mineralogía en la Facultad de Ciencias de la Universidad Central de Madrid, pero perdió la plaza en 1875. Fue readmitido como profesor en 1888, y en 1897 obtuvo la cátedra de Mineralogía y de Malacología que ocupó hasta su jubilación en 1918. Fue también conservador de la colección malacológica del Museo Nacional de Ciencias Naturales, que se ocupó de catalogar exhaustivamente, describiendo como fruto de su trabajo 86 nuevas especies de moluscos.
Aún muy joven, en 1873, fue nombrado académido de la Real Academia de Ciencias Exactas, Físicas y Naturales, de la que fue vicepresidente. Tomó posesión en 1877 con el discurso «Fauna malacológica de la Península». En 1910 ocupó la presidencia de la Real Sociedad Española de Historia Natural de la que había sido uno de los fundadores. También fue miembro de la Sociedad malacológica de Bélgica, de la Sociedad Linneana de Burdeos, y de la Academia Nacional de Ciencias Argentina.

## Obras
- Nociones de fisiología e Higiene (1870)
- Moluscos marinos de España, Portugal y las Baleares (1870-1890)
- Moluscos del viaje al Pacífico (1879)
- Catálogo iconográfico y descriptivo de los moluscos terrestres de España, Portugal y las Baleares (1884)
- Catálogo de los moluscos testáceos de las islas Filipinas, Joló y Marianas (1904)
- La fauna malacológica de España, Portugal y Baleares. Mollusques testacés marins (1917)